# Furkaska

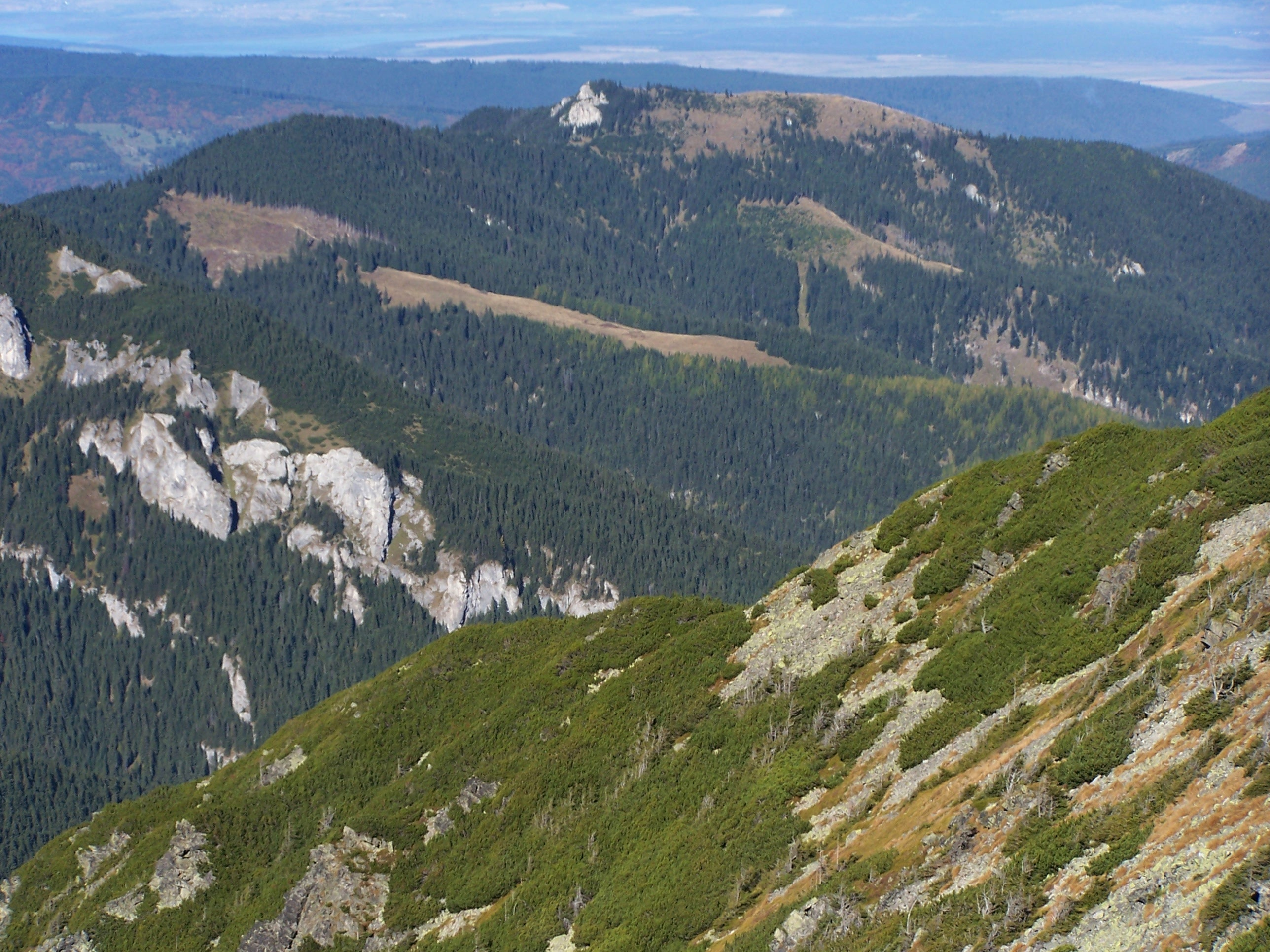
Parzątczak i Furkaska, widok z Ornaku

Furkaska (słow. Veľká Furkaska, 1491 m n.p.m.) – rozczłonkowany, lesisty regiel w północnej grani Wołowca, wznoszący się nad dolinami: Chochołowską, Juraniową (Juráňova dolina) i Furkaską (Furkaska dolina) w Tatrach Zachodnich. Położony na granicy polsko-słowackiej wierzchołek opada ku zachodowi i południowemu zachodowi skałami wysokości 40 m, porośniętymi miejscami kosodrzewiną.
Szczyt Furkaski jest zwornikiem dla następujących grzbietów:
- na południe odchodzi lesista grań, w której znajduje się Przełęcz pod Furkaską (1417 m), czuba Parzątczaka (1486 m) oraz Juraniowa Przełęcz (sedlo Príslop, 1376 m), oddzielająca cały masyw od masywu Bobrowca (1665 m),
- na wschód grzbiet Pośrednie oddzielający Dolinę Krytą od Doliny Długiej,
- na północny wschód długi grzbiet zbiega do polany Molkówka; wznoszą się w nim kolejno: Zamczysko (Kendralov kostol, 1324 m), Koryciańska Czuba (1162 m), Mała Furkaska (Malá Furkaska, 1134 m) oraz Siwiańskie Turnie (1081 m); od grzbietu tego pomiędzy Furkaską a Koryciańską Czubą odchodzi na wschód boczne ramię z Tyrałową Czubą (1400 m) i Krytą Czubą (1246 m), oddziela ono Dolinę Krytą od Wielkich Korycisk,
- na północny zachód wyrasta ramię Juraniowego zakończone Czaplowym Wierchem (Čaplovka, 1103 m); od ramienia tego odchodzi na północ grzbiet, w którym wznosi się Turek (Turek, 1192 m). Ramię to oddziela Dolinę Juraniową (a właściwie jej odnogę – dolinę Jaworzynkę Juraniową) od dwóch dolin reglowych: doliny Czaplówki i Doliny Furkaskiej[5][6][2].

Nazwa dawna. W dokumencie z 1775 r. występuje Furkasowa Scala. W aktach granicznych z ok. 1790 r. symbol zachodniego krańca Tatr Polskich. Z orawskich zboczy Furkaski, z doliny Jaworzynki Juraniowej, wydobywano w XIX wieku rudę żelaza. Dawniej zbocza wschodnie były wypasane, należały do Hali Krytej i Hali Jaworzyna pod Furkaską. Na grzbiecie Pośrednie (od strony Doliny Długiej) znajdowała się polana Jaworzyna pod Furkaską.
W całym masywie Furkaski nie ma wyznaczonych żadnych szlaków turystycznych. Bogata gatunkowo flora. M.in. występują tak rzadkie w Polsce gatunki roślin, jak ostrożeń głowacz i jarząb nieszpułkowy.